# 李柱銘
李 柱銘（り ちゅうめい、拼音: Lee Chu-ming、英語名：マーティン・リー（Martin Lee）、1938年6月8日 - ）は、香港の首席弁護士、政治家。祖籍は恵州。
イギリスの植民地時代から政治家として活動し、1994年には民主党を創設して初代主席となった。2008年に政界を引退するが、その後も精力的に香港民主運動に参加し、民主派からは「民主主義の父」と慕われている。

## 来歴

### 青年期
1938年に香港で7人兄弟の第6子として生まれ、広州で育った。先祖は恵州の客家の出自で、父親は国民革命軍少将だった。九龍華仁書院を卒業した後に香港大学に進学し、哲学学士号を取得する。卒業後は教師として働き、3年後にリンカーン法曹院に留学する。

### 職歴
- 1965: イギリス法廷弁護士（United Kingdom Barrister）
- 1966: 香港法廷弁護士（Hong Kong Barrister）
- 1979: 王室顧問弁護士（Queen's Counsel）
- 1980 - 1983: 香港大弁護士公会主席（Chairman of Hong Kong Bar Association）
- 1985 - 1989: 香港特別行政区基本法起草委員会委員（a member of the Basic Law Drafting Committee）
- 1998 - 1991: 香港消費者委員会主席（Chairman of The Consumer Council of Hong Kong）
- 1985 - 2007: 香港立法局議員（Legislative Council Member）
- 1990 - 1994: 香港民主同盟を創設
- 1990 - 1994: 香港民主同盟主席（Chairman of the United Democrats of Hong Kong）
- 1994: 香港民主党を創設
- 1994 - 2002: 香港民主党主席（Founding Chairman of the Democratic Party）
- 1997 - 現在: 香港首席弁護士(Senior Counsel)

### 英領時代の活動
1979年に王室顧問弁護士に任命され、1980年から1983年にかけて香港弁護士会主席を務めた。1985年に香港立法局に当選し、1997年の香港返還まで務めた。また、1988年から1991年にかけて香港消費者委員会主席を務めた。
議員当選後に香港特別行政区基本法起草委員会委員に任命されるが、1989年に六四天安門事件発生した際に中国政府を批判したため委員会を除名される。また、中国本土への入境を禁止され、2005年に広東省を訪れた例外を除き本土へは入境していない。1990年に香港民主同盟を創設して主席に就任し、1994年には匯點と合流して民主党を結成し、引き続き主席を務めた。香港返還が実現した際には、最後の香港総督となったクリストファー・パッテンの民主化に向けた政治改革を評価し、「パッテンを得たことは香港にとって幸運だった」と述べた。

### 香港民主運動

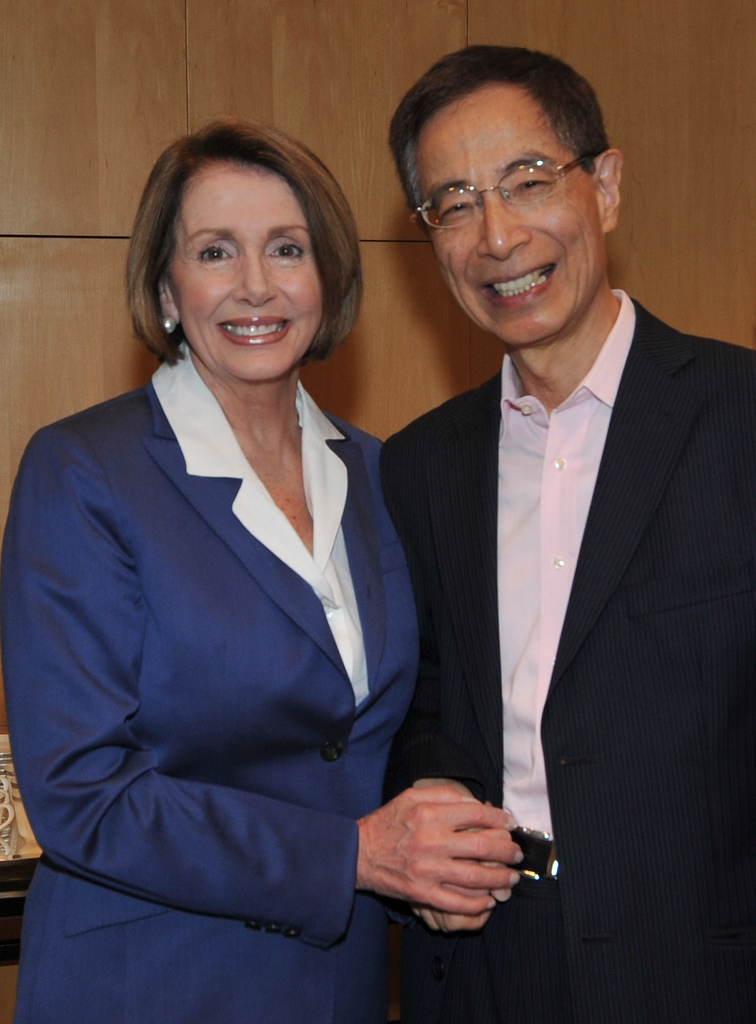
ナンシー・ペロシと会談する李柱銘（2009年）

香港返還後、李は特別行政区としての地位をアメリカ合衆国が認めた米国-香港政策法を根拠に、「アメリカは香港の民主政府を支援する義務があり、アメリカ大統領が支援の義務を怠る場合は、アメリカとの経済行為を打ち切ることが出来る」と発言した。これに対し、香港特別行政区行政長官の董建華は「李は国際社会の面前で香港の悪口を述べた」と不快感を示した。
2007年10月には、中国が2008年夏季オリンピックの開催地選考の際に表明した「人権問題を改善する」という公約を履行しなかったことに反発し、ウォール・ストリート・ジャーナルに「中国のオリンピックの機会」という批判記事を掲載した。一方、李は欧米諸国に対して「北京オリンピックをボイコットするのではなく、中国を国際社会の一員に近付ける機会を与えるべき」と主張している。しかし、中国では李の発言が歪曲され、「李がアメリカにオリンピックをボイコットするように依頼した」と報道され、中国国内から「漢奸」と非難の声が挙がった。10月27日に民主党主席の何俊仁は、李の主張を支持する公式見解を発表した。
2008年3月27日、同年9月の任期満了を以て香港特別行政区立法会議員から引退することを表明した。議員引退後も活動を続け、2013年4月10日には行政長官普通選挙の改革案を独自に提示するが、翌11日に「公開諮問も始まっていない段階で提示するのはタイミングが早すぎた」として改革案を撤回したため、同じ民主派から失望を表明された。
2020年4月18日、香港警察は昨年8月の政府への抗議デモや集会などに参加したとして、民主派の重鎮、李を含め香港の主要な民主派15人を違法集会参加などの容疑で一斉逮捕した。18日午後に保釈された李は、自身の行動を後悔していないと表明。「香港の優秀な若者とともに民主の道を歩く機会があったことを誇りに思う」と述べた。2021年4月16日に禁錮11カ月（執行猶予付き）の判決を言い渡された。

## 顕彰
香港返還の前後から、李は民主化運動の指導者として国際的に認知されるようになり、1995年にアメリカ法曹協会から国際人権賞を授与されたのを皮切りに、1996年に自由主義インターナショナルから自由賞を、1997年に全米民主主義基金から民主主義賞を、2000年には欧州人民党から非ヨーロッパ人として初めてシューマン勲章を授与されている。